# باولوس اراجوري
باولوس اراجوري (بالفنلندية: Paulus Arajuuri)‏ (15 يونيو 1988 بهلسنكي في فنلندا - ) هو لاعب كرة قدم فنلندي في مركز قلب الدفاع. شارك مع منتخب فنلندا تحت 21 سنة لكرة القدم ومنتخب فنلندا لكرة القدم. أما مع النوادي، فقد لعب مع لخ بوزنان ونادي كالمار ونادي ماريهامن ونادي هلسنكي وهونكا وKlubi 04 ‏ وFC Espoo ‏.

## وصلات خارجية
- باولوس اراجوري على موقع الاتحاد الدولي (مؤرشف)  (الإنجليزية)
- باولوس اراجوري على موقع الاتحاد الأوربي (الإنجليزية)
- باولوس اراجوري على موقع اتحاد السويد (السويدية)
- باولوس اراجوري على موقع قاعدة بيانات كرة القدم.إي يو (الإنجليزية)
- باولوس اراجوري على موقع ناشيونال فوتبول تيمز (الإنجليزية)
- باولوس اراجوري على موقع Soccerbase.com (لاعب) (الإنجليزية)
- باولوس اراجوري على موقع Soccerway.com (الإنجليزية)
- باولوس اراجوري على موقع عالم كرة القدم.نت (الإنجليزية)
- باولوس اراجوري على موقع AS.com (الإسبانية)